# Mike Cahill
Mike Cahill (n, 17 de junio de 1952) es un jugador estadounidense de tenis. En su carrera conquistó 5 torneos ATP de dobles. Su mejor posición en el ranking de individuales fue el Nº68 en mayo del 1976. En 1981 llegó a la cuarta ronda del US Open.